# Easy Studios
Easy Studios är ett svenskt datorspelsföretag som offentliggjordes i oktober 2010 och som är specialiserat på Freemium/Free2Play-spel där spelaren kan köpa saker under spelets gång via mikrotransaktioner. Easy är en intern avknoppning från den svenska utvecklingsstudion DICE. Easy Studios delade i början kontor med DICE och leddes då av Ben Cousins som tidigare var ansvarig för Battlefield-serien på DICE. I december 2011 flyttade studion till egna lokaler och Oskar Burman tog över chefsrollen. I augusti 2012 lämnade Oskar Burman företaget för Rovio Games.
Easy Studios samarbetade tidigare nära med Electronic Arts-företaget Phenomenic Studio i Tyskland, en utvecklingsstudio som dock stängdes ner under 2013.

## Ludografi
- Battlefield Heroes[1], 2009
- Battleforge[1], 2009
- Lord of Ultima[1], 2010
- Battlefield Play4Free[6], 2011